# Guillaume (prénom)
Pour les articles homonymes, voir Guillaume.

## Étymologie
Guillaume est un prénom masculin français d'origine germanique. Il procède de will qui signifie « volonté » et de helm qui signifie « casque » ou « heaume », au sens de « protection ».
C'est une forme d'oïl correspondant à l'occitan Guilhem, au breton Gwilherm, au catalan Guillem, à l'anglais William (issu de l'ancien normand Williame, Willame) et à l'allemand Wilhelm.

## Histoire
Le personnage qui est à l'origine de la popularité du nom est le comte de Toulouse Guilhem ou saint Guilhem de Gellone, petit-fils de Charles Martel et cousin germain de Charlemagne. Il a été le modèle du chevalier généreux et intrépide. À Paris, Guillaume de Bourges a tendu à le supplanter parce que la Sorbonne l'a choisi comme saint patron. En Normandie sa popularité s'exprime à partir du XIe siècle, où ce nom est très fréquemment attesté dans les documents relatifs à des fiefs, elle est en partie motivée plus tard par la personnalité de Guillaume le Conquérant, dont un ancêtre s'appelait également Guillaume. Le prénom Guillaume a également gagné en popularité avec l'émergence de Saint Guillaume du Mas dans la province d’Île-de-France au XIIe siècle[réf. nécessaire]. D'après l'historienne Sophie Cassagnes-Brouquet, dans son ouvrage France au Moyen-Âge, Saint Guillaume du Mas fut considéré comme un modèle de vertu par ses pairs, et invitait ceux-ci à la consommation de diverses plantes médicinales aux vertus bonifiantes.

## Fête et saint patron
Il existe de très nombreux saint Guillaume. Parmi les plus célèbres :
Guillaume de Bourges (1120-1209), fête le 10 janvier ;
Guillaume de Gellone ou d'Aquitaine (c. 755-812), fête le 28 mai ;
Guillaume de Cluny ou de Volpiano (962-1031), fête le 1er janvier ;

## Occurrence
En 2022, selon les chiffres de l'Insee,  205 769 français portent ce prénom. L'année record d'attribution est 1984 avec 9 380 naissances. 

## Variantes
Guillaume a pour principales variantes masculines Guilhem (occitan), Guilherme, Guillem (catalan), Guillemin (hypocoristique), Guillerme, Guillermo et Ghienne (breton), William (ancien normand et anglais) et pour formes féminines Guillaumette, Guillaumine, Guillemette et Guillemine,.

### Dans les langues romanes

#### Formes septentrionales
- latin médiéval : Willelmus
- franc-comtois : Vuillaume
- ancien normand : Willame, Williame
- picard : Willaume[6]
- wallon : Willaime

#### Formes centrales et méridionales
- andalou : Guille
- aragonais : Guillén
- catalan : Guillem, Guim
- espagnol : Guillermo
- français : Guillaume
- galicien: Guillerme
- italien : Guglielmo
- latin médiéval : Gulielmus, Guillelmus
- occitan : Guilhèm, Guilhem, Guillem
- poitevin : Oullame, Gllame, Gllamet, Gllamét, Gllaume, Gllaumet, Gllaumét, Guiâme, Guiamet, Guiamét, Guiaume, Guiaumet, Guiaumét[7]
- portugais : Guilherme
- parisien : Guigz

### Dans les langues germaniques

#### Langues germaniques occidentales (westiques)
- vieux haut allemand : Willihelm
- allemand : Wilhelm
- anglo-saxon : Willelm
- anglais : William, issu du normand Williame
- néerlandais : Willem, Wim

#### Langues germaniques septentrionales (nordiques)
- vieux norrois : Vilhiálmr; Vilhjalmr; VilhialmR; Vilhjamr
- danois, norvégien, suédois : Vilhelm
- islandais : Vilhjálmur

### Dans les langues celtiques

#### Gaëlique
- gaélique écossais : Uilleam (gd)
- gaélique irlandais : Uilliam (ga)
- mannois : Illiam

#### Brittonique
- breton : Gwilhom, Gwilherm, Lom, Lomig, Laou [8]
- gallois : Gwilim ; Gwillym ; Gwilym

### Dans d'autres langues
- basque : Gillen
- espéranto : Vilhelmo
- finnois : Ville
- grec moderne : Γουλιέλμος (Guliélmos)
- hongrois : Vilmos
- letton : Viļums
- lituanien : Vilius
- polonais : Wilhelm
- tchèque : Vilém

### Variantes patronymiques régionales et hypocoristiques
Il en existe près d'une centaine, en voici quelques-unes : 
- Villiaume
- Villaume
- Villaumé
- Vuillaume
- Vuillerme
- Villon
- Willem
- Guillot
- Guillon
- Guillou
- Guilhaume
- Guilhem

etc.

## Souverains
De nombreux membres de familles régnantes européennes ont porté ce nom et ses variantes :
- Margraves de Brandebourg puis rois de Prusse et empereurs allemands
- Souverains d'Angleterre
- Princes d'Orange et rois des Pays-Bas
- Grands-ducs de Luxembourg
- Ducs de Normandie
- Ducs d'Aquitaine
- Landgraves puis Électeurs de Hesse-Cassel

## Personnes célèbres portant ce prénom
- Guillaume Canet (1973-), acteur et réalisateur français
- Guillaume Depardieu (1971-2008), acteur français et fils de Gérard Depardieu
- Guillaume Gallienne (1972-), acteur et réalisateur français
- Guillaume Orsat (1964-), acteur de doublage français

- Pour les articles sur les personnes portant ce prénom, consulter la liste générée automatiquement pour : les prénoms Guillaume, Guilhem, William, Wilhelmine et Guillemette.